# Júlio Paternostro
Júlio Novaes Paternostro (Cruzeiro, 26 de novembro de 1908 - Rio de Janeiro, 5 de janeiro de 1950) foi um médico sanitarista e psiquiatra brasileiro, mais conhecido pela obra Viagem ao Tocantins, de 1945. Segundo Florestan Fernandes, foi um pesquisador "interessado" em conhecer o sertão, possuidor que era de ideais socialistas.

## Biografia
Era filho de Francisco Paternostro e Esmênia Novaes Paternostro. Após formar-se em Medicina na cidade natal, casou-se com uma prima, Julia Guimarães Paternostro - cujo nome, assim como o seu, homenageia a avó paterna - com quem teve três filhos, Lucia Guimarães Paternostro, Teresa Guimarães Paternostro e Jorge Guimarães Paternostro, este falecido aos 45 anos no Rio de Janeiro.
Como membro do Serviço de Febre Amarela percorreu os estados centrais do Brasil, especialmente margeando o rio Tocantins, do qual fez criterioso relato na obra de maior relevo. Em outras ocasiões visitou cidades do estado de Goiás. Ao todo percorreu dezessete estados do país, em navios, barcos a vapor, caminhão e outros meios, distâncias que levavam à época vários dias.
Era integrante do Partido Comunista Brasileiro.
Em 1944 fundou, junto a outros médicos psiquiatras ligados ao Serviço Nacional de Doenças Mentais, o Centro de Estudos Juliano Moreira.
Faleceu prematuramente, no Rio de Janeiro, aos quarenta e um anos de idade.

## Homenagens
Paternostro é Patrono da Cadeira 13, na Academia Goianiense de Letras, que tem por fundador um dos precursores da entidade, Mário Martins.